# Jan Hajda
Jan Hajda (22. října 1949 Křepice – 27. února 2018) byl český politik, senátor za obvod č. 56 – Břeclav a člen ČSSD.

## Vzdělání, profese
Vystudoval provozně ekonomickou fakultu Vysokou školu zemědělskou v Brně. Poté pracoval jako ekonom v JZD Pavlov. Od roku 1988 je předsedou Zemědělského družstva Sedlec na Břeclavsku. Roku 1998 se stal šéfem Okresní agrární komory v Břeclavi.

## Politická kariéra
Do ČSSD vstoupil po roce 1989, v minulosti byl členem KSČ. Od roku 1994 působil jako zastupitel obce Pavlov. Do Senátu kandidoval již v roce 2000, ale skončil až třetí se ziskem 16,28 % hlasů.
V roce 2006 se stal senátorem, když v prvním kole porazil občanského demokrata Milana Blažka v poměru 26,57 % ku 20,60 % hlasů. Ve druhém kole svou silnější pozici potvrdil a mandát člena horní komory získal díky 57,71 % všech platných hlasů. V Senátu byl předsedou Výboru pro hospodářství, zemědělství a dopravu.
Od března 2014 působil v týmu poradců premiéra Bohuslava Sobotky jako poradce pro oblast životního prostředí, energetiky, místního rozvoje a zemědělství. Zemřel v únoru 2018.